# Vârful Custura
Vârful Custura (węg. Kusztura-csúcs) – szczyt w masywie Retezat, w Karpatach Południowych. Leży w centralnej Rumunii.